# Alexander Cassinone
Alexander Cassinone (ur. 24 grudnia 1866 w Karlsruhe, zm. 21 lipca 1931 w Wiedniu) – niemiecko-austriacki inżynier, pionier aeronautyki. Prezydent Österreichischer Aero Club.